# Turó de Sant Joan (Blanes)
El Turó de Sant Joan és una muntanya de 168 metres que es troba al municipi de Blanes, a la comarca de la Selva.
Al cim podem trobar-hi un vèrtex geodèsic (referència 304112001).